# リチャード・ハウ
初代ハウ伯爵リチャード・ハウ（英: Richard Howe, 1st Earl Howe、1726年3月8日 - 1799年8月5日）は、イギリス海軍の提督。初代ハウ伯爵（グレートブリテン貴族）、ガーター勲爵士（KG）。弟のウィリアム・ハウと共にアメリカ独立戦争に従軍し、またフランス革命戦争でも名指揮官の評判を得た。

## 初期の経歴
ハウは1726年3月8日にロンドンで第2代ハウ子爵エマニュエル・スクロープ・ハウの2番目の息子として生まれた。父はバルバドスの総督を務めていたが、1735年3月に亡くなった。母シャーロットは、ドイツのキールマンセグ女男爵でのちにダーリントン伯爵夫人となった、国王ジョージ1世の異母妹でもあるソフィアの娘であったので、ハウが海軍での昇進が早かったのにも説明がつく。1740年、ハウは海軍に入り、ジョージ・アンソンの指揮する戦隊の軍艦「セバーン」に乗り組み、南の海に派遣された。「セバーン」はホーン岬を回り込むことに失敗し帰還した。そして次に「バーフォード」に乗り組み西インド諸島に向かったが、1742年2月18日、不成功に終わったラ・グアイラ攻撃で「バーフォード」はひどく損傷を受けた。彼はこの年、西インド諸島の任地において海尉心得となり、1744年に正式に海尉となった。
1745年のジャコバイトの反乱の時、彼は北海でスループ「ボルチモア」を指揮しており、もう1隻のフリゲートと共同して2隻のフランス私掠船と戦った際に頭部に重傷を負った。彼は1746年に勅任艦長に昇進し西インド諸島でフリゲート「トライトン」を指揮した。そして、サー・チャールズ・ノウルズの旗艦、戦列艦「コーンウォール (HMS Cornwall) 」の艦長として、1748年10月2日、ハバナ沖でスペイン艦隊と戦った（ハバナの海戦）。オーストリア継承戦争から七年戦争にかけては、本国海域および西アフリカ沿岸で行動した。1755年、エドワード・ボスコーウェンと共に北アメリカに渡り、戦列艦「ダンカーク (HMS Dunkilk) 」の艦長として、フランス艦「アルシド」を捕獲したが、これがフレンチ・インディアン戦争の始まりとなった。この頃から1763年の終戦まではイギリス海峡で従軍し、フランス海岸に対する幾つかの多くは不毛な遠征に参加したが、しっかりとした腕のある士官としての評判は獲得した。1759年11月20日、エドワード・ホークの艦隊の軍艦「マグナニーム」の艦長としてビスケー湾のキブロン湾の海戦に参加した。
1758年7月6日、兄のジョージがタイコンデロガ砦近くで戦死し、ハウがハウ子爵位（アイルランド貴族）を継承した。1762年、ダートマスから下院議員に選出され、1782年にハウ子爵（グレートブリテン貴族）として貴族院議員に昇格するまでその議席を維持した。1763年から1765年にかけて、海軍本部の一員でもあった。1765年から1770年、海軍財務長官になった。その任期の終わりに少将に昇進し、1775年には中将になった。翌年、北アメリカ方面の艦隊司令官に任命された。

## アメリカ独立戦争
アメリカ独立戦争が始まったとき、ハウは植民地に同情的な者として知られていた。ベンジャミン・フランクリンと知り合いであり、フランクリンはロンドンの社交界で人気のある婦人だったハウの妹とも知り合いであった。ハウはフランクリンに手紙を書いて調停をしようとした。ハウは植民地に同情的と知られていた故に、アメリカでの指揮官に選ばれたのである。彼は陸軍の指揮官である弟のサー・ウィリアム・ハウ将軍と協働して、和解を試みた。第二次大陸会議に指名された委員会が1776年9月にハウ兄弟と会合を開いたが、和解は得られなかった。1778年に新しく指名された休戦調停の任務にハウは深く憤り、指揮官の職を辞した。ハウの辞職は海軍大臣サンドウィッチ卿も渋々ながら認めたが、その辞令が有効になる前にフランスが宣戦布告し、デスタン伯爵の指揮する強力なフランス戦隊がアメリカに送られた。ハウは数的に著しく劣勢になり、守勢を余儀なくされたが、それでもサンディ・フック沖でフランスの提督とまみえ、注意深さと計算された豪胆さを組み合わせて、デスタンのニューポート奪取の試みを挫いた。そしてイギリスからジョン・バイロン提督が増援とともに駆けつけるのを待って、1778年9月に泊地を離れた。その後は新たな任務を辞退し、アメリカで任務についていた時期の、首相のフレデリック・ノースに対する不信や支援の不足を訴えた。ハウは休戦の使者だった自分や弟に加わる圧力に嫌な思いをし、また政府の記者による新聞での攻撃にも苦しんだ。

## フランス革命
1782年3月にノース卿の内閣が倒れ、ハウは今一度指揮官を引き受けた。その年の秋、包囲されていたジブラルタルの解放に成功した。この時はフランスとスペインの艦隊総計で46隻の戦列艦がいたのに対し自軍は33隻に過ぎず、難しい任務だった。イギリス本国も疲弊しており、ハウの艦隊の各艦を完全な状態に整え、優秀な乗組員をそろえることは不可能だった。しかもハウは物資輸送の大船団の護衛任務に拘束されつつ、ジブラルタルへ向かわなければならなかったのである。それでもハウは急ごしらえの艦隊を鮮やかに捌き、臆病で非活動的な敵に対して優位に立った。
1783年から1788年、小ピットの第一次内閣で海軍大臣となった。この任務には喜ばしいところがなく、過度な緊縮予算を受け入れざるを得ず、終戦によって職が無くなった多くの士官の期待を裏切ることになった。1793年の第一次対仏大同盟の結成により戦争が再発し、彼は再び英仏海峡で艦隊の指揮を執ることになった。翌年は「栄光の6月1日」の海戦で勝利するなど、ハウの軍歴の中でも最も輝かしい年となった。ハウはこのころ70歳近くなっていたが、そのようなベテランでも見たことがないような独創的な戦術を駆使した。この作戦行動後にハウは現役を退いたが、国王の命令によって海峡艦隊の名目的な指揮官であり続けた。1797年、ハウはスピットヘッドの反乱の調停に呼び出された。ハウを崇める水兵達への強い影響力が見事に効果を見せた。反乱者たちとの交渉の席でハウは彼らの要求を公平に聞き、それらの大半を満足させる形で決着を見た。

## 晩年および遺産
1782年、ハウはランガーのハウ子爵に授爵され、1788年にはさらにハウ男爵およびハウ伯爵に授爵された（いずれもグレートブリテン貴族）。1797年6月には、ガーター勲章を授けられた。ハウは水兵たちの人気を得ようとしたことはなかったが、彼らはハウが公平であることを知っており、それゆえ人気を勝ち得ていた。ハウはその日焼けした顔色ゆえに「ブラック・ディック」という渾名も貰った。トマス・ゲインズバラが描いた肖像画がそれをよく表している。ハウは1799年8月5日に死去し、ノッティンガムシャー州ランガーの家族の墓所に葬られた。ジョン・フラックスマンが製作した記念碑はセント・ポール大聖堂にある。
ハウは1758年3月10日にレスターシャーで、ウェルビーのシバートン・ハートップ大佐の娘メアリーと結婚した。2人の間には2人の娘が生まれたが男子は生まれなかったため、ハウ伯爵位とランガーのハウ子爵位（いずれもグレートブリテン貴族）は継承者がなく、ハウの死と共に消滅した。
しかし、ハウ男爵位（グレートブリテン貴族）には娘たちとその直系男系男子への継承を認める特別規定が定められていたため、娘のソフィア・シャーロット（1762年 - 1835年）が第2代ハウ男爵となった。ソフィアは初代カーゾン子爵（連合王国貴族）アシェトン・カーゾンの一人息子であるペン・アシェトン・カーゾンと結婚し、2人の間の息子リチャード・カーゾン（1796年 - 1870年）は1820年に父方の祖父の爵位を継承して第2代カーゾン子爵（連合王国貴族）及び第2代カーゾン男爵（グレートブリテン貴族）となり、1821年には勅許を得てカーゾン＝ハウと改姓、さらに初代ハウ伯爵（連合王国貴族）に授爵されて母方の祖父の伯爵位を再興し、1835年には母の爵位を継承して第3代ハウ男爵となった。
ハウ子爵位（アイルランド貴族）は弟のウィリアム・ハウ将軍が継承したが、ウィリアムは子供が無いまま1814年に亡くなり、ハウ子爵位は消滅した。
イギリス海軍にはハウの栄誉を称え、その名をつけた軍艦が歴代4隻存在する。また、ハウにちなむ地名として以下のものがある。
- ケープ・ハウ：オーストラリアのニューサウスウェールズ州とビクトリア州の州境
- ロード・ハウ島：オーストラリア東海岸沖
- ハウ・サウンド：カナダのブリティッシュコロンビア州沖

## 系譜
ジェームズ・ホッジ・タイラーの手になる『ホッジの家系』によると、リチャード・ハウには1人の弟ジョセフ・ハウ少佐がおり、1758年に兄のジョージの軍に加わるためにアメリカに渡った。兄が戦死したことが分かると南の方に放浪していき、最終的にバージニア州プラスキー郡サニーサイドと呼ばれる所に定着した。
上述したようにリチャード・ハウにはジョージ・ハウとウィリアム・ハウという兄弟もいた。『ホッジの家系』は『ザ・エンサイクロペディア・ブリタニカ』を引用し、ハウ家について次のように述べている。
『ホッジの家系』はジョセフ・ハウ少佐に加えて、ベンジャミン・フランクリンと友達である妹がおり、ハウ家のかなりの遺産を相続したとも記述がある。